# Palaeamathes xanthocharis
Palaeamathes xanthocharis là một loài bướm đêm trong họ Noctuidae.